# Renfe AVE
Renfe AVE (siglas de Alta Velocidad Española) es un servicio comercial de trenes de alta velocidad propiedad de Renfe Viajeros, con los que presta servicios comerciales de larga distancia a un máximo de 300 km/h en España y en menor medida en Francia. De entre los cuatro servicios de alta velocidad que ofrece Renfe (Avlo, Alvia y Avant), el AVE es el de mayor implantación, prestigio y confort a bordo. El primer viaje de AVE se realizó en la línea de alta velocidad Madrid-Sevilla, inaugurada el 21 de abril de 1992.
Estos servicios están directamente vinculados con la red de alta velocidad de la empresa Adif, es decir, con líneas de ancho de vía internacional (1435 mm) que están electrificadas a 25 kV y 50 Hz y con una velocidad mínima de 200 km/h, no pudiendo circular por la red en ancho ibérico o convencional (1668 mm). Por lo tanto, los servicios se fueron expandiendo por España a la vez que se iba construyendo la red de ancho internacional, constituyendo un medio de transporte con cierto estatus y competitivo contra la red de autovías y la aviación. En 2024 entraron en circulación los trenes de la serie 106 con tecnología de cambio de ancho, hasta entonces exclusiva del servicio Renfe Alvia, pudiendo el AVE circular por primera vez en su historia tanto por la red en ancho internacional como por la red en ibérico.  
Los trenes que constituyen la flota de AVE son: S-100, S-102, S-112, S-103, S-106 y, en un futuro, S-107. 
En 2021 Renfe AVE sufrió una «escisión» al crearse el servicio Renfe Avlo, similar al AVE pero con unos precios más reducidos y menor confort.

## Historia

### Origen en el «contrato del siglo»

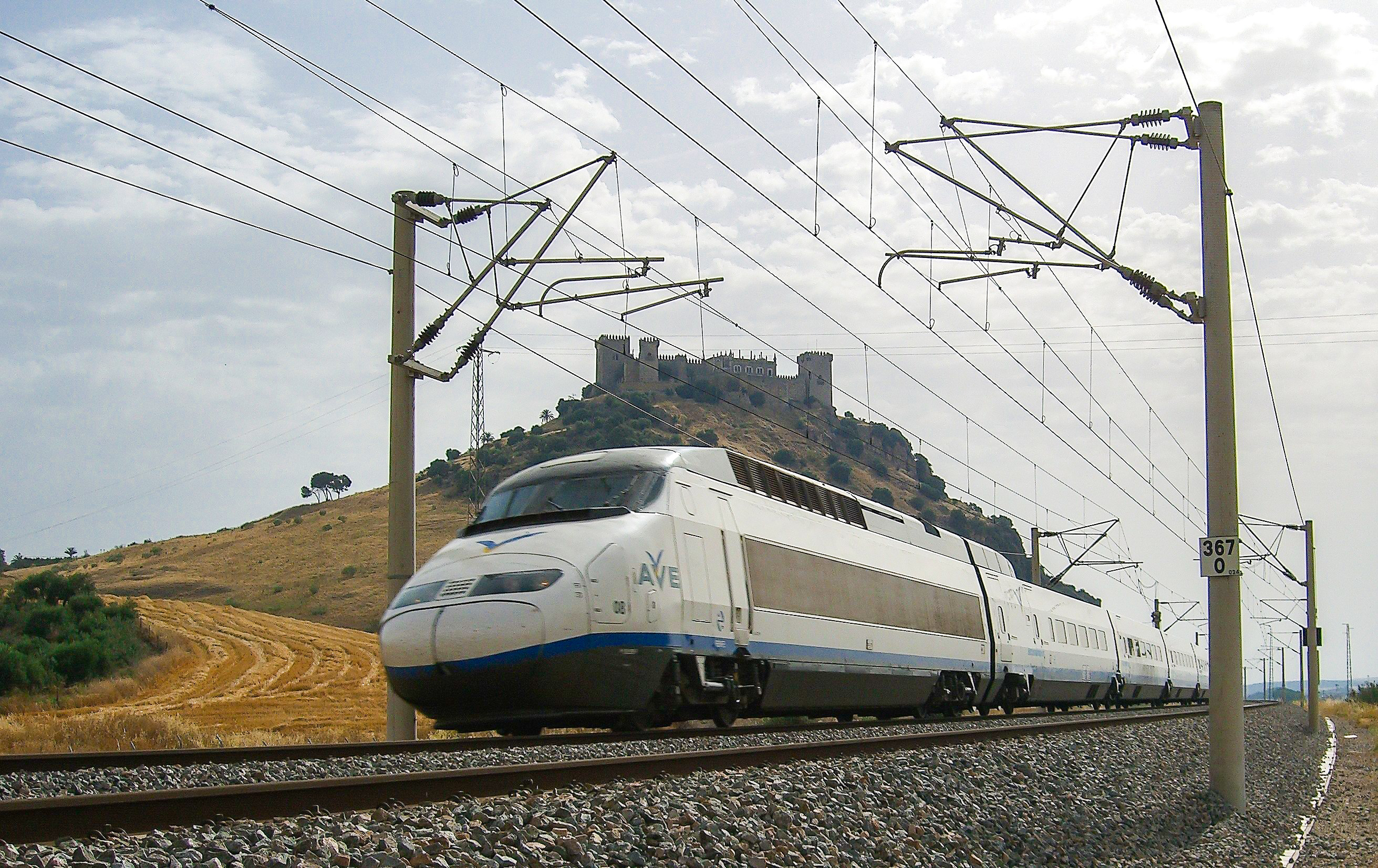
AVE serie 100 de RENFE cruzando la campiña andaluza al lado del castillo en Almodóvar del Río

La marca comercial AVE comenzó a utilizarse para denominar los servicios en la LAV Madrid - Sevilla que comenzaron el 21 de abril de 1992. En un origen, la intención era la de construir una nueva línea entre Getafe y Córdoba, en un proyecto denominado Nuevo Acceso Ferroviario a Andalucía. En 1988 se decidió que las nuevas líneas tendrían un ancho de 1435 mm, para ser compatibles con el resto de Europa. La diferencia con el resto de la red ibérica obligó a que en lugar de un nuevo acceso se construyera una línea completa, entre Madrid y Sevilla, muy similar a la línea ya existente de TGV en Francia.
En diciembre de 1988 el Gobierno de España adjudicó el llamado «contrato del siglo», valorado en 85 533 millones de pesetas, convocado por Renfe para modernizar su material rodante mediante la adquisición de 24 trenes de alta velocidad y 75 locomotoras de gran potencia. El Gobierno decidió repartir el contrato: los trenes serían suministrados por la compañía francesa Alstom (series 100 y 101 de Renfe), mientras que la alemana Siemens AG se encargaría de las locomotoras (serie 252 de Renfe). El «contrato del siglo» incluía acuerdos para la fabricación en España de al menos el 80 % del material, así como para la reordenación de la industria ferroviaria nacional y el mantenimiento de las factorías y talleres de Barcelona, Valencia, Madrid y Alcázar de San Juan (Ciudad Real). Mediante estos acuerdos industriales, Alsthom debía hacerse con el control de los fabricantes españoles Macosa, MTM y Ateinsa —estos dos últimos propiedad del Estado a través del Instituto Nacional de Industria (INI)—. Además, debía mantener un nivel de subcontratación con el fabricante privado CAF por un valor de unos 15 000 millones de pesetas.
La condición de isla hizo que en un principio todos los trenes de la línea fueran del mismo tipo, de la Serie 100 de Renfe, realizando un servicio del mismo tipo. Estos servicios, y la propia línea, eran conocidos como «AVE». En 1993 comenzaron los primeros servicios con una denominación diferente, los Talgo 200, que se componían de una rama de Talgo arrastrada por una locomotora, con capacidad para cambiar de ancho y continuar en líneas convencionales. Posteriormente son numerosos los servicios diferentes al AVE que han circulado por las vías de alta velocidad españolas. Estos servicios se diferencian de los AVE en una menor velocidad punta (inferior a 300 km/h), junto con alguna otra característica diferenciadora (cambio de ancho, recorrido de media distancia, etc.). 

### Expansión comercial desde los 1990
Una vez conectada Madrid con la capital hispalense, los esfuerzos del Gobierno español se centraron en llevar la alta velocidad hacia el noreste, y con ella el servicio AVE, para unir el sistema con Francia y el resto de Europa. Así, en 1997 se inició la construcción de la LAV Madrid - Zaragoza - Barcelona - Frontera Francesa, y en 2003 se conectó Madrid con Zaragoza y Lérida. El 23 de diciembre de ese mismo año, el entonces ministro Francisco Álvarez-Cascos inauguró la línea de alta velocidad que conectaría Madrid con Huesca, con dos trayectos diarios y con cuatro los viernes y domingos; de este modo quedaba así inaugurada la conexión de la capital de España con el pirineo aragonés.

Imagen corporativa de Renfe AVE entre 2005 y 2022

El 1 de enero de 2005 la compañía estatal RENFE se dividió en dos, Renfe Operadora y Adif. Renfe Operadora se quedó con la operación de los trenes, y por lo tanto con la marca comercial AVE; mientras que Adif se quedó con la infraestructura, y por lo tanto con las líneas de alta velocidad. Esta división permitirá en un futuro que circulen por las vías de Adif servicios de alta velocidad diferentes a los ofertados por Renfe.
El 16 de julio de 2006 el tren 103.002 de RENFE logra un nuevo récord de velocidad para España de 403,7 km/h.

Con la división del ferrocarril español entre Renfe Operadora y Adif, Renfe simplemente se limitó a llevar servicios de Renfe AVE allí donde Adif iba inaugurando la infraestructura en ancho internacional (Véase: alta velocidad ferroviaria en España). De este modo en los 2000 Renfe AVE, en calidad de único servicio comercial de alta velocidad en ese momento, se expandió por buena parte de España. El servicio comercial más común conecta la capital del país, Madrid, con la última estación de la línea de alta velocidad, creando un sistema radial centralizado en las estaciones de Madrid-Chamartín y Madrid-Puerta de Atocha. A finales de los 2000 el AVE comenzó a dar servicio a los principales núcleos urbanos de Andalucía, Castilla y León (2007), Comunidad Valenciana (2010) y Cataluña (2008). Respecto a Cataluña, la llegada del AVE a su capital, Barcelona, supuso un antes y después en la historia de Renfe AVE, debido a la alta demanda que presenta dicho corredor.La llegada de este servicio supuso la «demolición» del puente aéreo entre ambas ciudades, que en aquél momento era la mayor ruta aérea del mundo. Así mismo, en 2009 se creó un servicio entre Barcelona y Sevilla, siendo la primera línea que no hacía parada en Madrid. 

Red de alta velocidad de España en noviembre de 2023 (no es un mapa de los servicios Renfe AVE, únicamente de la infraestructura)

A lo largo de los 2010 el servicio se fue expandiendo en base a las ampliaciones que iban sucediéndose en la red de alta velocidad.En el contexto de la crisis económica de principios de los 2010 el AVE se puso en el punto de mira por el elevado coste de construcción de la infraestructura que necesita y, en lo que respecta al servicio en sí, por el alto precio de sus billetes.
En noviembre de 2011 los trenes comienzan a aumentar paulatinamente su velocidad máxima a 310 km/h en la LAV Madrid - Zaragoza - Barcelona - Frontera Francesa.

### Internacionalización y liberalización del mercado en los 2020
El 8 de enero de 2013 se inauguró el tramo entre Barcelona, Gerona y Figueras, donde se realizaba el transbordo con el homólogo francés del AVE: el TGV. Así finalizaba la esperada conexión con Francia, tras más de 15 años de obras. Si bien desde 2013 Barcelona y París están unidas por alta velocidad esta conexión se hace mediante la empresa SNCF y por Renfe.El primer servicio de Renfe en territorio francés sería la línea Barcelona-Lyon que comenzó a operar en 2023. Desde ese año Renfe AVE dejó de estar únicamente en España para extenderse por Europa.
En 2021 y gracias a la liberalización de la infraestructura ferroviaria llegó la competencia para el Renfe AVE con la entrada en servicio de la marca comercial Ouigo, perteneciente a la empresa Ouigo España, filial de la francesa SNCF. Posteriormente, un tercera marca, Iryo, del operador ILSA, se estrenó el 21 de noviembre de 2022. Por primera vez en la historia moderna del ferrocarril español había otros trenes en las principales vías españolas que no sean de Renfe.Renfe AVE dejó de ser la única oferta existente en los corredores de alta velocidad, si bien si sería la predominante en cuanto a número de frecuencias y pasajeros transportados.
Para flexibilizar el servicio Renfe optó por crear en 2021 una nueva división comercial que bautizó como Renfe Avlo, siendo un servicio comercial similar al AVE aunque con peores prestaciones a bordo y precios reducidos.
El 20 de abril de 2022, con motivo del 30 aniversario del AVE, se presentó una nueva imagen corporativa renovada.
El 21 de mayo de 2024 entran en circulación comercial la serie 106 de la familia Talgo Avril, los primeros AVE de ancho variable y 300 km/h de velocidad máxima con servicios entre Galicia y Asturias a Madrid y Comunidad Valenciana. Con la llegada de esta serie los servicios Renfe AVE abarcaron a 10 de las 15 comunidades autónomas peninsulares y a buena parte de las capitales de provincia del país. Si bien Renfe batía récords de viajeros los ingresos por la explotación de Renfe AVE disminuyeron debido a la reducción de precios causada por el ruptura del monopolio.

## Material rodante

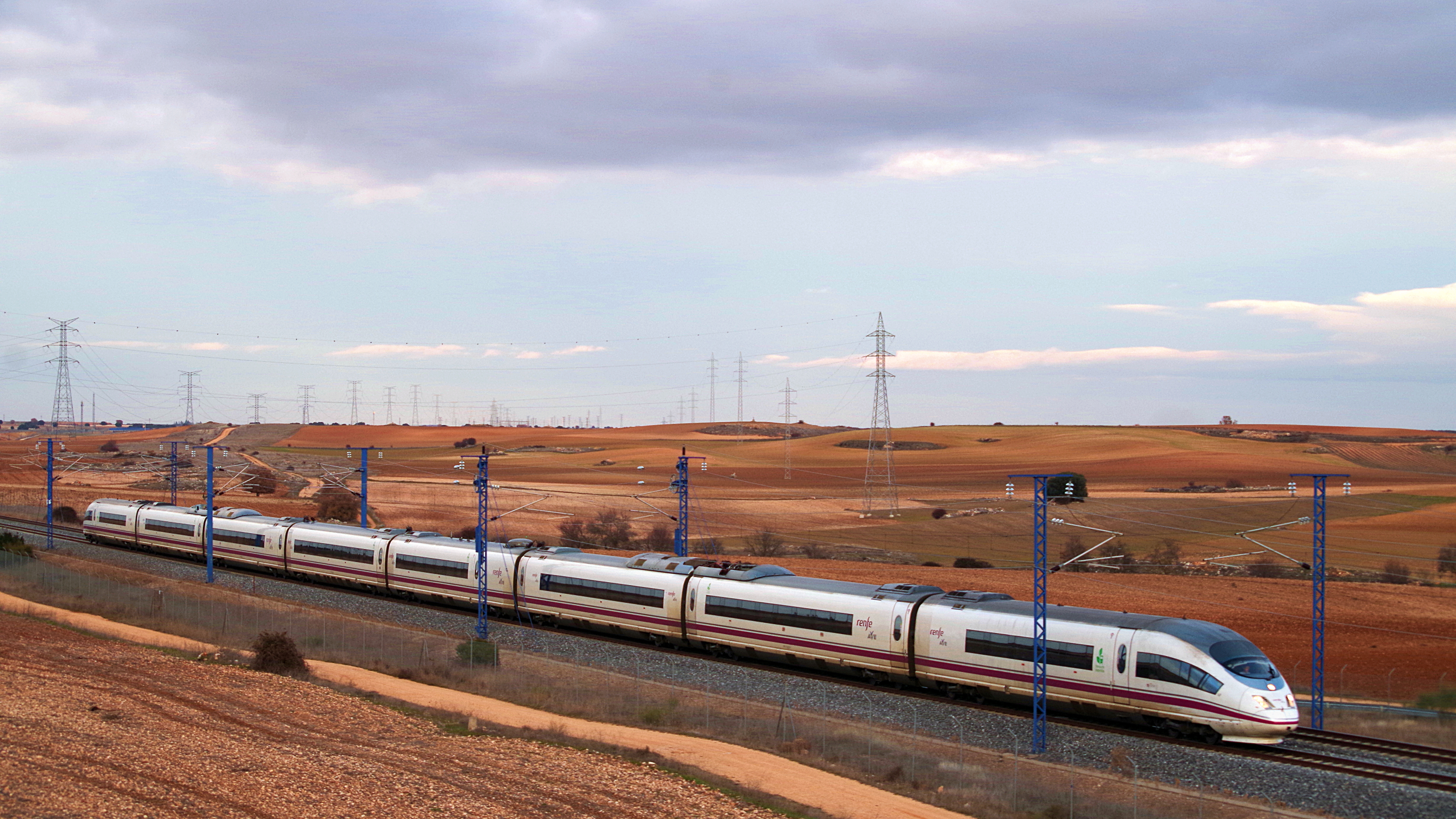
S-103 en un servicio entre las ciudades de Barcelona-Madrid.

Renfe emplea para el servicio AVE a los mejores trenes de su flota. Históricamente todos los trenes (agrupados en series) han sido de ancho fijo a 1435 mm, con una electrificación a 25 kV 50 Hz. Todos los trenes alcanzan una velocidad máxima de 300 km/h, si bien la mayoría de series se diseñaron para alcanzar mayores velocidades. Los servicios AVE disponen según la línea de dos (turista y preferente) o tres (turista, turista plus y preferente) clases. Una característica común de todas las series es la presencia de un coche exclusivo para la cafetería.
Para la primera línea se adquirieron trenes serie 100, fabricados por Alstom y con una velocidad máxima de 300 km/h. Posteriormente, con la inauguración de nuevas líneas se fue incrementando el parque con las series 102 y 112, fabricadas por Talgo y con una velocidad máxima de 330 km/h, y la serie 103, fabricada por Siemens AG y con una velocidad máxima de 350 km/h. En 2024 entró en servicio la Serie 106 (Talgo Avril) y en futuro cercano lo hará la S-107.
Durante algunos años, a pesar de la mayor velocidad de homologación de algunas series para alcanzar 350 km/h, ningún tren AVE superaba los 300 km/h por no haberse homologado aún el sistema de control del tráfico necesario para velocidades superiores. La velocidad máxima actualmente se está elevando paulatinamente, siendo en estos momentos de 310 km/h en la línea de alta velocidad Madrid-Zaragoza-Barcelona-Frontera francesa.
| Tren             | Velocidad de diseño | Ancho de vía                     | Longitud | Peso (Vacío) | Potencia | Plazas Sentadas | Unidades Fabricadas | Unidades en Servicio | Unidades Pedidas |
| ---------------- | ------------------- | -------------------------------- | -------- | ------------ | -------- | --------------- | ------------------- | -------------------- | ---------------- |
| Serie 100        | 300 km/h            | 1435 mm                          | 200.15 m | 392 t        | 8,800 kW | 329             | 24                  | 23                   | -                |
| Series 102 y 112 | 330 km/h            | 1435 mm                          | 200 m    | 322 t        | 8,000 kW | 318 y 365       | 46                  | 46                   | -                |
| Serie 103        | 350 km/h            | 1435 mm                          | 200.32 m | 447 t        | 8,800 kW | 404             | 26                  | 26                   | -                |
| Serie 106        | 330 km/h            | 1435/1520/1668 mm Ancho variable | 200 m    | 320,3 t      | 8,000 kW | 521             | 30                  | 10                   | 30               |

## Servicios comerciales
Desde el 9 de junio de 2025
| Origen                                       | Paradas | Destino                    | Frecuencias                             | Mejor duración (entre origen y destino) | Duración total (todas las paradas) | Observaciones                                                 |
| Corredor Nordeste                            | Corredor Nordeste | Corredor Nordeste          | Corredor Nordeste                       | Corredor Nordeste                       | Corredor Nordeste                  | Corredor Nordeste                                             |
| -------------------------------------------- | --- | -------------------------- | --------------------------------------- | --------------------------------------- | ---------------------------------- | ------------------------------------------------------------- |
| Madrid - Puerta de Atocha - Almudena Grandes | Guadalajara - Yebes · Calatayud · Zaragoza - Delicias · Lérida · Campo de Tarragona | Barcelona - Sans           | 17 trenes diarios por sentido           | 2 horas y 30 minutos                    | 3 horas y 15 minutos               | 9 servicios directos al día                                   |
| Madrid - Puerta de Atocha - Almudena Grandes | Calatayud · Zaragoza - Delicias · Lérida · Campo de Tarragona · Barcelona - Sans · Gerona | Figueras-Vilafan           | 5 trenes diarios por sentido            | 3 horas y 35 minutos                    | 4 horas y 15 minutos               |                                                               |
| Corredor España - Francia                    | |                            |                                         |                                         |                                    |                                                               |
| Madrid - Puerta de Atocha - Almudena Grandes | Guadalajara - Yebes* · Zaragoza - Delicias · Campo de Tarragona · Barcelona - Sans · Gerona · Figueras - Vilafan · Perpiñán · Narbona · Montpellier - Saint Roch · Nimes · Aviñón TGV · Aix en Provenza TGV               | Marsella - Saint Charles   | 1 tren diario por sentido               | 7 horas y 58 minutos                    | 7 horas y 58 minutos               | *En dirección Madrid no efectúa parada en Guadalajara - Yebes |
| Barcelona - Sans                             | Gerona · Figueras - Vilafan · Perpiñán · Narbona · Montpellier - Saint Roch · Nimes · Valence TGV | Lyon - Part Dieu           | 1 tren diario por sentido               | 5 horas y 1 minuto                      | 5 horas y 1 minuto                 |                                                               |
| Corredor Este                                | |                            |                                         |                                         |                                    |                                                               |
| Madrid - Chamartín - Clara Campoamor         | Cuenca - Fernando Zóbel · Albacete - Los Llanos · Villena | Alicante                   | 5 trenes diarios por sentido            | 2 horas y 24 minutos                    | 2 horas y 35 minutos               |                                                               |
| Madrid - Chamartín - Clara Campoamor         | Cuenca - Fernando Zóbel · Requena - Utiel | Valencia - Joaquín Sorolla | 5 trenes diarios por sentido            | 1 hora y 54 minutos                     | 2 horas y 4 minutos                | 3 servicios directos al día                                   |
| Madrid - Chamartín - Clara Campoamor         | Elche AV · Orihuela - Miguel Hernández | Murcia                     | 1 tren diario por sentido               | 2 horas y 45 minutos                    | 2 horas y 45 minutos               |                                                               |
| Madrid - Puerta de Atocha - Almudena Grandes | Cuenca - Fernando Zóbel · Albacete - Los Llanos · Villena · Alicante · Elche AV · Orihuela - Miguel Hernández | Murcia                     | 1 tren diario por sentido               | 3 horas y 27 minutos                    | 3 horas y 27 minutos               |                                                               |
| Madrid - Puerta de Atocha - Almudena Grandes | Cuenca - Fernando Zóbel · Requena - Utiel · Valencia - Joaquín Sorolla | Castellón                  | 2 trenes diarios por sentido            | 3 horas y 2 minutos                     | 3 horas y 2 minutos                |                                                               |
| Corredor Sur                                 | |                            |                                         |                                         |                                    |                                                               |
| Madrid - Puerta de Atocha - Almudena Grandes | Córdoba · Puente Genil - Herrera · Antequera - Santa Ana · Antequera AV · Loja | Granada                    | 3 trenes diarios por sentido            | 3 horas y 17 minutos                    | 3 horas y 31 minutos               |                                                               |
| Madrid - Puerta de Atocha - Almudena Grandes | Ciudad Real · Puertollano · Córdoba · Puente Genil - Herrera · Antequera - Santa Ana | Málaga - María Zambrano    | 9 trenes diarios por sentido            | 2 horas y 42 minutos                    | 3 horas y 14 minutos               | 3 servicios directos al día                                   |
| Madrid - Puerta de Atocha - Almudena Grandes | Ciudad Real · Puertollano · Córdoba | Sevilla - Santa Justa      | 12 trenes diarios por sentido           | 2 horas y 33 minutos                    | 2 horas y 52 minutos               | 2 servicios directos al día                                   |
| Corredor Norte                               | |                            |                                         |                                         |                                    |                                                               |
| Madrid - Chamartín - Clara Campoamor         | Zamora · Orense · Santiago de Compostela | La Coruña                  | 3 trenes D-V y 1 tren S por sentido     | 3 horas y 37 minutos                    | 3 horas y 37 minutos               |                                                               |
| Madrid - Chamartín - Clara Campoamor         | Zamora · Orense · Santiago de Compostela · Villagarcía de Arosa · Pontevedra | Vigo - Urzaiz              | 3 trenes L-V y 2 trenes S-D por sentido | 3 horas y 53 minutos                    | 4 horas y 9 minutos                |                                                               |
| Madrid - Chamartín - Clara Campoamor         | Valladolid - Campo Grande · León · Oviedo | Gijón                      | 1 tren D-V por sentido                  | 3 horas y 41 minutos                    | 3 horas y 41 minutos               |                                                               |
| Transversales                                | |                            |                                         |                                         |                                    |                                                               |
| Barcelona - Sants                            | Campo de Tarragona · Lérida · Zaragoza - Delicias · Córdoba · Antequera AV | Granada                    | 1 tren diario por sentido               | 6 horas y 26 minutos                    | 6 horas y 26 minutos               |                                                               |
| Barcelona - Sants                            | Campo de Tarragona · Lérida · Zaragoza - Delicias · Calatayud · Guadalajara - Yebes · Madrid - Puerta de Atocha - Almudena Grandes · Ciudad Real · Puertollano · Córdoba · Puente Genil - Herrera · Antequera - Santa Ana | Málaga - María Zambrano    | 3 trenes diarios por sentido            | 6 horas y 20 minutos                    | 6 horas y 46 minutos               |                                                               |
| Barcelona - Sants                            | Campo de Tarragona · Lérida · Zaragoza - Delicias · Ciudad Real · Puertollano · Córdoba | Sevilla - Santa Justa      | 2 trenes diarios por sentido            | 5 horas y 58 minutos                    | 6 horas y 10 minutos               |                                                               |
| Huesca                                       | Tardienta · Zaragoza - Delicias · Calatayud · Guadalajara - Yebes · Madrid - Puerta de Atocha - Almudena Grandes · Córdoba                                                                                                | Sevilla - Santa Justa      | 1 tren diario por sentido               | 5 horas y 38 minutos                    | 5 horas y 38 minutos               |                                                               |
| Valencia - Joaquín Sorolla                   | Cuenca - Fernando Zóbel · Ciudad Real · Puertollano · Córdoba | Sevilla - Santa Justa      | 1 tren diario por sentido               | 4 horas y 23 minutos                    | 4 horas y 23 minutos               |                                                               |
| Valencia - Joaquín Sorolla                   | Requena - Utiel · Cuenca - Fernando Zóbel · Madrid - Chamartín - Clara Campoamor · Segovia - Guiomar · Valladolid - Campo Grande · Palencia                                                                               | León                       | 2 trenes diarios por sentido            | 4 horas y 19 minutos                    | 4 horas y 40 minutos               |                                                               |
| Valencia - Joaquín Sorolla                   | Madrid - Chamartín - Clara Campoamor · Valladolid - Campo Grande | Burgos - Rosa Manzano      | 1 tren diario por sentido               | 3 horas y 47 minutos                    | 3 horas y 47 minutos               |                                                               |
| Murcia                                       | Orihuela - Miguel Hernández · Elche · Madrid - Chamartín - Clara Campoamor · Segovia - Guiomar · Valladolid - Campo Grande                                                                                                | Burgos - Rosa Manzano      | 1 tren diario por sentido               | 4 horas y 33 minutos                    | 4 horas y 33 minutos               |                                                               |
| Murcia                                       | Orihuela - Miguel Hernández · Elche AV · Alicante · Villena · Albacete - Los Llanos · Cuenca - Fernando Zóbel · Madrid - Puerta de Atocha - Almudena Grandes · Ciudad Real · Puertollano · Córdoba · Antequera AV         | Málaga - María Zambrano    | 1 tren diario por sentido               | 7 horas y 4 minutos                     | 7 horas y 4 minutos                | Dirección Murcia no efectúa paradas entre Málaga y Madrid.    |
| Alicante                                     | Albacete - Los Llanos · Cuenca - Fernando Zóbel · Madrid - Chamartín - Clara Campoamor · Zamora | Orense                     | 1 tren L-S por sentido                  | 4 horas y 53 minutos                    | 4 horas y 53 minutos               |                                                               |
| Alicante                                     | Albacete - Los Llanos · Cuenca - Fernando Zóbel · Madrid - Chamartín - Clara Campoamor · Valladolid - Campo Grande · Palencia                                                                                             | León                       | 1 tren diario por sentido               | 4 horas y 47 minutos                    | 4 horas y 47 minutos               |                                                               |
| Castellón                                    | Sagunto · Valencia - Joaquín Sorolla · Cuenca - Fernando Zóbel · Madrid - Chamartín - Clara Campoamor · Segovia - Guiomar · Valladolid - Campo Grande · Palencia · León · Oviedo                                          | Gijón                      | 1 tren diario por sentido               | 7 horas y 52 minutos                    | 7 horas y 52 minutos               |                                                               |

## Tarifas
Las tarifas disponibles en los trenes AVE son las mismas que están disponibles en el resto de servicios de larga distancia de Renfe Operadora. Existe una tarifa general para cada recorrido, sobre la cual se pueden realizar descuentos (carné joven, familia numerosa, etc.), y tarifas promocionales que se encuentran limitadas a un número de plazas que varía según el tren.